# Billy Wilkinson
William Wilkinson, detto Billy (Stockton on Tees, 24 marzo 1943 – Melbourne, 18 luglio 1996), è stato un calciatore inglese, di ruolo difensore e centrocampista.

## Caratteristiche tecniche
Nato centrocampista offensivo, abile a rifornire di palloni le punte. A partire dal novembre 1969 l'allenatore Cliff Britton lo spostò in difesa, ove rimase per tutta la seconda parte della sua carriera.

## Carriera
Cresciuto nello Stockton, nel 1961 viene ingaggiato dall'Hull City, ottenendo il contratto professionistico nel maggio seguente. Ha esordito in prima squadra il 12 aprile 1963 nell'incontro casalingo contro l'Halifax Town, segnando anche una rete nel 2-0 finale. Nonostante l'ottimo inizio, non riuscì ad affermarsi immediatamente in prima squadra a causa di un infortunio che lo colpì. Dopo alcune stagioni da titolare, l'ingaggio nel 1964 di Ken Wagstaff gli tolse il posto da titolare, relegandolo tra le riserve e facendogli vivere da comprimario la vittoria della Third Division 1965-1966. Ritornò a far parte della prima squadra a partire dal dicembre 1966, in sostituzione dell'infortunato Ken Houghton. Nella Second Division 1970-1971 ha ottenuto il quinto posto in campionato, a cinque punti dalla promozione in massima serie. Perse nuovamente il posto in prima squadra a partire dalla Second Division 1972-1973, quando gli fu preferito John Kaye. Giocò l'ultima partita con il City il 21 ottobre 1972, nella trasferta contro il Luton Town. Wilkinson con l'Hull City ha giocato in tutte le competizioni 252 incontri, segnando 41 reti.
Nel novembre 1972 passò per £10.000 al Rotherham Utd, con cui retrocesse in quarta serie al termine della Third Division 1972-1973. Nel maggio 1974 si trasferisce in Sudafrica per giocare con il Durban City, squadra della NFL.
Terminata l'esperienza africana torna in patria dove gioca per il Bridlington Town. Nel 1975 si trasferisce negli Stati Uniti d'America per giocare nei Boston Minutemen, franchigia della NASL. Nel campionato 1975 vince con i Minutemen il proprio girone ma si ferma ai quarti di finale nei playoff.
L'anno seguente è in forza ai Tacoma Tides, franchigia dell'American Soccer League. Nella stagione d'esordio con i Tides ottenne il 2º posto nella Western Division, accedendo alla fase finale del torneo. Nella semifinale del torneo Wilkinson con i suoi incontrò i L.A. Skyhawks, che dopo averli sconfitti vinsero poi il campionato.
Chiusa l'esperienza americana torna in patria per giocare nel Southport, voluto dal suo vecchio compagno di squadra all'Hull City Ray Henderson.
Nel febbraio 1977 Wilkinson parte per l'Australia per aggregarsi al Sunshine GC di Melbourne, restandovi sino al 1982. Chiuse la carriera agonistica sempre a Melbourne con il Bell Park.
Restato a vivere a Melbourne, muore ivi di infarto nel luglio 1996.

## Palmarès
- Third Division: 1

Hull City: 1965-1966